# Tjenestebolig
En tjenestebolig eller embedsbolig er en bolig, som en ansat har kan bo i under ansættelsen og har pligt til at fraflytte ved ansættelsens ophør.
Til en stor del af Den danske Folkekirkes pastorater er der tilknyttet tjenesteboliger for præsten i en præstegård, hvor præsten har bopælspligt og betaler husleje og udgifter til varme til menighedsrådet.
| Bygning eller seværdighed | Spire Denne artikel om en bygning, et bygningsværk eller en seværdighed er en spire som bør udbygges. Du er velkommen til at hjælpe Wikipedia ved at udvide den. |